# Уильямс, Ли
Ли Уильямс (англ. Lee Williams; род. 3 апреля 1984) — британский актёр и модель.

## Биография
Родился 3 апреля 1974 года в валлийском городе Бангор.
Когда Ли исполнилось 11 лет, он с семьёй переехал в Шропшир, а затем в город Уоррингтон.
С детства Ли хотел стать актёром, но все отговаривали его. И вместо драматической школы он поступил в школу искусств Ланкастера. Затем он переехал в Лондон, где поступил в Центральный колледж искусства и дизайна имени Святого Мартина, который является одним из шести всемирно известных колледжей Лондонского Университета Искусств. Но когда Ли исполнилось 19 лет, он бросил учёбу.
Затем Ли стал работать с Вивьен Вествуд, участвуя в организации показов. Вскоре Ли предложили стать моделью. Ли работал в качестве модели примерно в течение двух с половиной лет. И он добился больших успехов в этой области. Он работал с такими известными дизайнерами и домами моды, как Вивьен Вествуд, Кельвином Кляйном, Sisley, Versace, Dolce and Gabbana. Фотографии Ли Уильямса появлялись в журналах: Attitude, Marie Claire, The Face, Mizz, Elle, Vogue, I-D magazine, Arena. Ли сотрудничал с ведущими фотографами индустрии, такими как: Марио Тестино, Брюс Вебер, Стивен Майзель и Дэвид Бейли. В это время он много путешествовал по миру и жил в Японии, Нью-Йорке, Париже.
В 1998 году друг Ли порекомендовал его продюсеру фильма «Волки Кромера». Ли утвердили на одну из главных ролей. Несмотря на то, что фильм был малобюджетным, прочитав сценарий, Ли, который всегда мечтал быть актёром, очень захотел сыграть Сета, стать его частью. Так началась актёрская карьера Ли. И сейчас за спиной Ли Уильямса около двадцати семи фильмов и сериалов. Также он снялся в нескольких клипах (Trash группы Suede, Electric Barbarella группы Duran Duran, Babies группы Pulp) и документальных фильмах. Принимал участие в рекламе для радио и телевидения.
Ли Уильямс не только талантливый актёр и модель, он также проявил себя в качестве драматурга, написав пьесу под названием Round Robin, о художнике, страдающем болезнью Альцгеймера. Round Robin была также поставлена во Франции.
В 2003 году Ли Уильямс был номинирован на канадскую премию Gemini Award в категории «Лучший актёр» за главную роль в фильме «Ни одна ночь не станет долгой» (режиссёр Том Шенкленд).

## Фильмография
| Год       |    | Русское название                 | Оригинальное название              | Роль               |
| --------- | -- | -------------------------------- | ---------------------------------- | ------------------ |
| 1998      | ф  | Крезанутые                       | Still Crazy                        | молодой Кит Ловелл |
| 1998      | ф  | Волки Кромера                    | The Wolves of Kromer               | Сет                |
| 1999      | с  | Парни без границ                 | Boyz Unlimited                     | Скотт ЛеТиссье     |
| 1999      | ф  | Любовники                        | Elephant Juice                     | Джордж             |
| 2000      | с  | Сердце вдребезги                 | A Many Splintered Thing            | Саймон             |
| 2000      | ф  | Билли Эллиот                     | Billy Elliot                       | репетитор          |
| 2000      | ф  | Закон противоположностей         | Canone inverso                     | Давид Блау         |
| 2000      | тф | История Джона Леннона            | In His Life: The John Lennon Story | Стюарт Сатклифф    |
| 2000      | тф | Потеря                           | Losing It                          | Джуд               |
| 2000      | с  | Городская готика                 | Urban Gothic                       | Картер             |
| 2001      | ф  | С тобой и без тебя               | Me Without You                     | Бен                |
| 2001      | ф  | Падение                          | Vallen                             | Лукас              |
| 2002      | тф | Ни одна ночь не станет долгой    | No Night Is Too Long               | Тим Корниш         |
| 2002      | с  | Американское посольство          | The American Embassy               | Дрю Баркли         |
| 2003      | тф | Долг                             | The Debt                           | Джеймс Хильден     |
| 2003      | с  | Сага о Форсайтах: Сдаётся в наём | The Forsyte Saga                   | Джон Форсайт       |
| 2004      | с  | Убийство в пригороде             | Murder in Suburbia                 | Джейми Финч        |
| 2004      | с  | Учителя                          | Teachers                           | Эван Доэрти        |
| 2005      | ф  | Преследование Пита Доэрти        | Stalking Pete Doherty              | рассказчик         |
| 2006      | с  | Ангелов нет                      | No Angels                          | Патрик             |
| 2006—2007 | с  | Новый закон улиц                 | New Street Law                     | Джо Стивенс        |
| 2007      | с  | Идеал                            | Ideal                              | Люк                |
| 2007      | тф | Мисс Мэри Ллойд                  | Miss Marie Lloyd                   | Фредди             |
| 2007      | ф  | Попкорн                          | Popcorn                            | Эмиль              |
| 2007      | ф  | Комната ожидания                 | The Waiting Room                   | Брайан             |
| 2008      | ф  | Ледяная невеста                  | Lena: The Bride of Ice             | Джонни             |
| 2008      | с  | Отель «Вавилон»                  | Hotel Babylon                      | Джек Харрисон      |
| 2008—2011 | с  | Катастрофа                       | Casualty                           | пациент / Брайан   |
| 2009      | с  | Тюдоры                           | The Tudors                         | Роберт Тествуд     |
| 2011      | ф  | Дели за день                     | Delhi in a Day                     | Джаспер            |
| 2013      | с  | Когда зовёт сердце               | When Calls the Heart               | Томас Хиггинз      |
| 2014      | ф  | Белые поселенцы                  | White Settlers                     | Эд                 |
| 2014      | с  | Гранчестер                       | Grantchester                       | Доминик Тейлор     |